# Danielle Cameranesi
Danielle Cameranesi, dite Dani Cameranesi, (née le 3 juin 1995 à Plymouth dans l'État du Minnesota) est une joueuse américaine de hockey sur glace évoluant dans la ligue élite féminine en tant qu'attaquante. Elle a remporté une médaille d'or aux Jeux olympiques de Pyeongchang en 2018. Elle a également représenté les États-Unis dans trois championnats du monde, remportant deux médailles d'or et une médaille d'argent.

## Biographie

### En club
Danielle Cameranesi fréquente le lycée privé The Blake School, situé au Minnesota, et dont l'équipe de hockey joue dans la ligue United States High School (USHS) gérée par la fédération américaine USA Hockey. Lors de sa dernière saison en 2012-2013, elle pointe à 81 points (49 buts et 32 aides), occupant le poste de capitaine et aidant l'équipe à être championne de la conférence.
Par la suite, elle rentre à l'université du Minnesota et joue pour les Golden Gophers du Minnesota pendant quatre ans. Durant la saison universitaire 2015-2016, elle est repêchée par le Whale du Connecticut au repêchage d'entrée de 2016 de la Ligue nationale de hockey féminin (LNHF) .
Après avoir été diplômée, elle ne joue pas en ligue pendant l'année de préparation olympique 2017-2018. Le 12 juin 2018, elle décide finalement de signer avec les Beauts de Buffalo en LNHF  . Danielle explique sa décision par le fait que les Beauts sont « une organisation qui a de l'expérience dans la gestion du sport professionnel » la franchise étant gérée par la même structure que les Sabres de Buffalo en LNH. De plus, sa coéquipière en équipe nationale Emily Pfalzer, ancienne capitaine des Beauts, lui a fortement recommandé ce choix « Elle est une des principales raisons qui m'ont fait signer ici »,.

### En équipe nationale
Elle représente pour la première fois l'équipe nationale des États-Unis en 2011, dans l'équipe des moins de 18 ans, dans une série de trois matchs contre le Canada .
Danielle est ensuite sélectionnée pour le championnat du monde des moins de 18 ans 2012 où elle inscrit une aide dans la victoire 13 à 0 contre la République Tchèque .
Elle est sélectionnée au championnat du monde des moins de 18 ans 2013 où elle porte le titre de capitaine, menant l'équipe à une médaille d'argent.
Par la suite, elle joue en sénior pour les championnats du monde 2015 où elle remporte une médaille d'or puis elle fait partie de la sélection des Jeux olympiques de 2018 et remporte sa première médaille olympique.

## Statistiques

### En club
| Saison      | Équipe                      | Ligue       |     | Saison régulière | Saison régulière | Saison régulière | Saison régulière | Saison régulière |   | Séries éliminatoires | Séries éliminatoires | Séries éliminatoires | Séries éliminatoires | Séries éliminatoires |
| Saison      | Équipe                      | Ligue       | PJ  | B                | A                | Pts              | Pun              | PJ               | B | A                    | Pts                  | Pun                  |                      |                      |
| 2013-2014   | Golden Gophers du Minnesota | NCAA        | 41  | 19               | 17               | 36               | 14               |                  |   |                      |                      |                      |                      |                      |
| 2014-2015   | Golden Gophers du Minnesota | NCAA        | 40  | 23               | 42               | 65               | 24               |                  |   |                      |                      |                      |                      |                      |
| 2015-2016   | Golden Gophers du Minnesota | NCAA        | 40  | 33               | 35               | 68               | 28               |                  |   |                      |                      |                      |                      |                      |
| 2016-2017   | Golden Gophers du Minnesota | NCAA        | 22  | 18               | 14               | 32               | 14               |                  |   |                      |                      |                      |                      |                      |
| 2018-2019   | Beauts de Buffalo           | LNHF        | 14  | 4                | 11               | 15               | 6                | 2                | 1 | 2                    | 3                    | 2                    |                      |                      |
| Totaux NCAA | Totaux NCAA                 | Totaux NCAA | 143 | 93               | 108              | 201              | 80               |                  |   |                      |                      |                      |                      |                      |
| Totaux LNHF | Totaux LNHF                 | Totaux LNHF | 14  | 4                | 11               | 15               | 6                | 2                | 1 | 2                    | 3                    | 2                    |                      |                      |

### En équipe nationale
| Année | Équipe             | Compétition                  |   | PJ | B | A | Pts | Pun               |  | Résultat |
| 2012  | États-Unis - 18ans | Championnat du monde - 18ans | 5 | 0  | 2 | 2 | 2   | Médaille d'argent |  |          |
| 2013  | États-Unis - 18ans | Championnat du monde - 18ans | 5 | 2  | 4 | 6 | 0   | Médaille d'argent |  |          |
| 2015  | États-Unis         | Championnat du monde         | 5 | 0  | 3 | 3 | 0   | Médaille d'or     |  |          |
| 2018  | États-Unis         | Jeux olympiques              | 5 | 3  | 2 | 5 | 0   | Médaille d'or     |  |          |
| 2019  | États-Unis         | Championnat du monde         | 7 | 3  | 4 | 7 | 2   | Médaille d'or     |  |          |
| 2021  | États-Unis         | Championnat du monde         | 7 | 1  | 1 | 2 | 4   | Médaille d'argent |  |          |

## Honneurs et trophées personnels
- Remporte en 2013 le Trophée Ms. Hockey du Minnesota qui récompense la meilleure joueuse du Minnesota de niveau lycéen.
- Nommée Most Valuable Player (Joueuse la plus utile)  du lycée Blake School en 2011.

### Ligue universitaire
- Joueuse de la semaine de l'Association Collégiale de Hockey de l'Ouest (WCHA) (Semaine du 21 oct. 2014) [8]
- Joueuse offensive de la semaine du WCHA (Semaines du 17 Fév. et 24 Fév. 2015)[9],[10]
- Sélectionnée dans l'équipe première « All-Americans » par CCM hockey en 2015 [11]